# Srednji Vrh, Kranjska Gora
Srednji Vrh este o localitate din comuna Kranjska Gora, Slovenia, cu o populație de 38 de locuitori.